# Christopher Priest
Christopher Priest (ur. 14 lipca 1943 w Cheadle, zm. 2 lutego 2024) – brytyjski pisarz, autor wielu powieści fantastycznych. Jego utwory były wielokrotnie nagradzane; był laureatem m.in. czterech nagród BSFA.

## Lista książek
- Indoctrinaire (1970)
- Fugue for a Darkening Island (1972, nominacja do nagrody Campbella w 1973)
- Odwrócony świat (Inverted World 1974, nagroda BSFA w 1974, nominacja do Hugo w 1975[2])
- The Space Machine (1976)
- A Dream of Wessex (1977)
- The Affirmation (1981, nominacja do BSFA w 1981[3])
- The Glamour (1984, nominacja do BSFA w 1984[4])
- Łagodna Kobieta (The Quiet Woman, 1990)
- Prestiż(inne języki) (The Prestige 1995, nominacja do BSFA w 1995[5]; nagroda World Fantasy Award i James Tait Black Memorial Prize, nominowana do nagrody Clarke’a w 1996)
- The Extremes (1998, nagroda BSFA w 1998), nominowana do nagrody Clarke’a w 1999[6].
- Rozłąka (The Separation 2002, nagroda BSFA w 2002) nagroda Clarke’a i nominacja do nagrody Campbella w 2003[7]
- The Islanders (2011, nagroda BSFA w 2011, nagroda Campbella w 2012)
- Człowiek z sąsiedztwa (The Adjacent 2013)
- The Gradual (2016)
- An American Story (2018)
- The Evidence (2020)
- Expect Me Tomorrow (2022)
- Airside (2023)